# Gallimimus
Gallimimus ist eine Gattung theropoder Dinosaurier aus der Gruppe der Ornithomimosauria. Sie lebte in der späten Oberkreide im heutigen Ostasien. Typusart und einzig bekannte Art ist Gallimimus bullatus.

## Merkmale

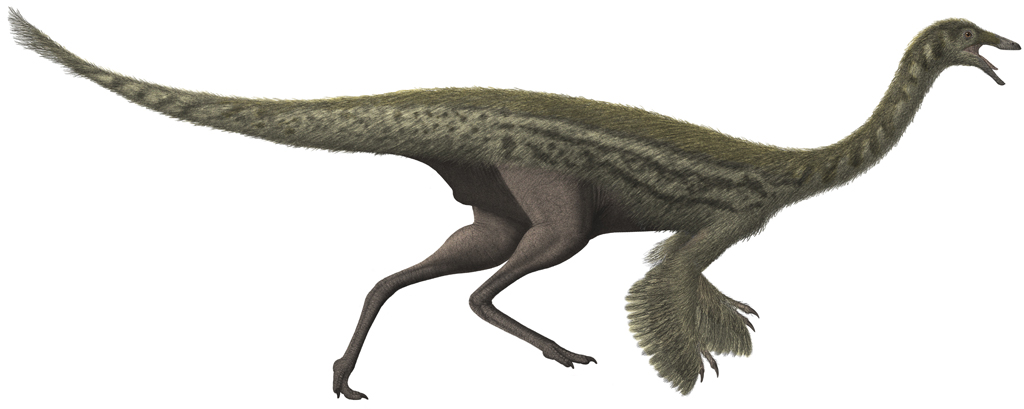
Lebendrekonstruktion von Gallimimus

Größenvergleich zu einem Menschen

Mit einer Länge von 4 bis 6 Metern war Gallimimus einer der größten Vertreter der Ornithomimosauria, wobei sein Körperbau jedoch weitgehend mit den anderen Gattungen übereinstimmt. Er bewegte sich ausschließlich biped (nur auf den Hinterbeinen) fort. Diese waren lang und dünn, besonders die Unterschenkel waren verlängert, was dafür spricht, dass dieser Dinosaurier schnell laufen konnte. Auch die Mittelfußknochen waren verlängert, der Fuß endete in drei nach vorne gerichtete Zehen. Die Arme waren wie bei allen Ornithomimosauriern relativ lang, aber zierlich gebaut, von den anderen Dinosauriern dieser Gruppe unterschied sich Gallimimus durch die kleineren Hände.
Der relativ kleine Kopf saß auf einem langen Hals. Die Schnauze war langgestreckt und an der Spitze U-förmig; vermutlich befand sich dort ein Hornschnabel. Wie alle Ornithomimidae war er zahnlos. Die großen Augen saßen seitlich am Kopf.
2001 wurde bei Gallimimus eine lamellenförmige Struktur an der Spitze beider Kieferknochen entdeckt. Diese Struktur könnte auf eine filtrierende Nahrungsaufnahme hinweisen, das heißt, sie hätte wie ein Sieb funktioniert, um Kleinlebewesen aus dem Wasser zu fischen. Eine ähnliche Form der Nahrungsaufnahme findet sich auch bei heutigen Vögeln, etwa der Löffelente oder den Flamingos. Es ist ebenso denkbar, dass dieser Dinosaurier ein Allesfresser war und auch pflanzliches Material zu sich genommen hat.

## Entdeckung und Benennung
Die fossilen Überreste von Gallimimus wurden in der Nemegt-Formation in der mongolischen Provinz Ömnö-Gobi-Aimag entdeckt und 1972 erstbeschrieben. Der Name bedeutet „Hühnernachahmer“ und steht in der Tradition, Ornithomimosauria als Nachahmer (-mimus) von verschiedenen Vögeln zu benennen. Die Funde werden in die späte Oberkreide (spätes Campanium bis frühes Maastrichtium) auf ein Alter von ca. 76 bis 69 Millionen Jahre datiert.